# The Cheat (1915)
The Cheat is een Amerikaanse dramafilm uit 1915 onder de regie van Cecil B. DeMille.

## Verhaal
Edith Hardy steelt een groot bedrag aan geld dat voor het goede doel bedoeld was om het in aandelen te kunnen steken. Als ze het geld verliest besluit ze een Birmese miljonair om een lening te vragen. Hij geeft het aan Hardy, maar wanneer ze het geld terug probeert te geven, komt ze erachter dat ze zichzelf heeft verkocht.

## Rolverdeling
| Acteur             | Personage          |
| ------------------ | ------------------ |
| Fannie Ward        | Edith Hardy        |
| Sessue Hayakawa    | Hishuru Tori       |
| Jack Dean          | Richard Hardy      |
| James Neill        | Jones              |
| Yutaka Abe         | Tori's knecht      |
| Dana Ong           | Openbaar aanklager |
| Hazel Childers     | Mevrouw Reynolds   |
| Arthur H. Williams | Rechter            |

## Nieuwe versies
Er zijn twee nieuwe versies van de film gemaakt:
- In 1923 werd een versie gemaakt Pola Negri en Jack Holt onder regie van George Fitzmaurice.
- In 1931 werd een versie gemaakt met Tallulah Bankhead onder regie van George Abbott.